# جاستین والین
جاستین والین (انگلیسی: Justin Whalin؛ زادهٔ ۶ سپتامبر ۱۹۷۴) بازیگر تلویزیون و بازیگر سینما اهل ایالات متحده آمریکا است.
از فیلم‌ها یا برنامه‌های تلویزیونی که وی در آن نقش داشته است می‌توان به بازی بچگانه ۳، سرزمین اژدها، انکار و سریال مام اشاره کرد.